# Kopenhagen (općina)
Kopenhagen je općina u danskoj regiji Hovedstaden.

## Zemljopis
Općina se nalazi u istočnom dijelu otoka Zelanda, te je najveća općina koja čini glavni grad Danske Kopenhagen, prositire se na 88,25 km2.

## Stanovništvo
Prema podacima o broju stanovnika iz 2010. godine općina je imala 528.208 stanovnika, dok je prosječna gustoća naseljenosti 	5.985,36 stan/km2. Središte općine je u Kopenhagenu.

## Vanjske poveznice
- Službena stranica općine